# Mist (Oregón)
Mist es un área no incorporada ubicada en el condado de Columbia en el estado estadounidense de Oregón. Mist se encuentra al noroeste de Mist.

## Geografía
Mist se encuentra ubicado en las coordenadas 45°59′47″N 123°15′19″O / 45.99639, -123.25528.